# Cybaeozyga
Genre
Cybaeozyga est un genre d'araignées aranéomorphes de la famille des Cybaeidae.

## Distribution
Les espèces de ce genre sont endémique des États-Unis. Elles se rencontrent en Oregon et en Californie.

## Liste des espèces
Selon World Spider Catalog (version 26, 23/02/2025) :
- Cybaeozyga furtiva Hedin, Ramírez & Monjaraz-Ruedas, 2025
- Cybaeozyga heterops Chamberlin & Ivie, 1937

## Systématique et taxinomie
Ce genre a été décrit par Chamberlin et Ivie en 1937 dans les Agelenidae. Il est placé dans les Cybaeidae par Lehtinen en 1967.

## Publication originale
- Chamberlin & Ivie, 1937 : « New spiders of the family Agelenidae from western North America. » Annals of the Entomological Society of America, vol. 30, no 2, p. 211-230.